# نزلة بشير
قرية نزلة بشير هي إحدى القرى التابعة لمركز الفيوم في محافظة الفيوم في جمهورية مصر العربية. حسب إحصاءات سنة 2006، بلغ إجمالي السكان في نزلة بشير 4013 نسمة، منهم 2059 رجل و1954 امرأة.